# Tournoi qualificatif de l'OFC des moins de 17 ans 2003
Navigation
Samoa/Vanuatu 2001 Nouvelle-Calédonie 2005
Le tournoi qualificatif de l'OFC de football des moins de 17 ans 2003 est la dixième édition du tournoi qualificatif de l'OFC des moins de 17 ans qui a eu lieu aux Samoa américaines et en Australie du 13 février au 1er mars 2003. L'équipe d'Australie, sacrée championne d'Océanie lors de l'édition précédente remet son titre en jeu. 
Le vainqueur du tournoi est directement qualifié pour la prochaine édition de la Coupe du monde, qui aura lieu en Finlande en août 2003.

## Équipes participantes
- Australie - Coorganisateur et tenant du titre
- Samoa américaines - Coorganisateur
- Nouvelle-Zélande
- Nouvelle-Calédonie
- Îles Salomon
- Samoa
- Vanuatu
- Tahiti
- Fidji
- Tonga
- Îles Cook

## Résultats
Les 11 équipes participantes sont réparties en 2 poules. Au sein de la poule, chaque équipe rencontre ses adversaires une fois. À l'issue des rencontres, le premier de chaque poule se qualifient pour la finale de la compétition, disputée en matchs aller et retour. 

### Groupe 1
- Rencontres disputées à Pago Pago dans les Samoa américaines.

| Rang | Équipe             | Pts | J | G | N | P | Bp | Bc | Diff |  | Résultats (▼ dom., ► ext.) |  |     |     |     |     |
| ---- | ------------------ | --- | - | - | - | - | -- | -- | ---- |  | -------------------------- |  | --- | --- | --- | --- |
| 1    | Nouvelle-Calédonie | 12  | 4 | 4 | 0 | 0 | 11 | 0  | +11  |  | Nouvelle-Calédonie         |  | 2-0 | 4-0 | 2-0 | 3-0 |
| 2    | Fidji              | 9   | 4 | 3 | 0 | 1 | 18 | 3  | +15  |  | Fidji                      |  |     | 4-1 | 6-0 | 8-0 |
| 3    | Îles Cook          | 4   | 4 | 1 | 1 | 2 | 2  | 8  | -6   |  | Îles Cook                  |  |     |     | 1-0 | 0-0 |
| 4    | Samoa              | 3   | 4 | 1 | 0 | 3 | 3  | 10 | -7   |  | Samoa                      |  |     |     |     | 3-1 |
| 5    | Samoa américaines  | 1   | 4 | 0 | 1 | 3 | 1  | 14 | -13  |  | Samoa américaines          |  |     |     |     |     |

### Groupe 2
- Rencontres disputées à Sunshine Coast en Australie.

| Rang | Équipe           | Pts | J | G | N | P | Bp | Bc | Diff |  | Résultats (▼ dom., ► ext.) |  |     |     |     |     |      |
| ---- | ---------------- | --- | - | - | - | - | -- | -- | ---- |  | -------------------------- |  | --- | --- | --- | --- | ---- |
| 1    | Australie        | 15  | 5 | 5 | 0 | 0 | 33 | 2  | +31  |  | Australie                  |  | 4-0 | 3-1 | 3-1 | 9-0 | 14-0 |
| 2    | Vanuatu          | 10  | 5 | 3 | 1 | 1 | 17 | 7  | +10  |  | Vanuatu                    |  |     | 1-1 | 2-0 | 3-2 | 11-0 |
| 3    | Nouvelle-Zélande | 8   | 5 | 2 | 2 | 1 | 19 | 4  | +15  |  | Nouvelle-Zélande           |  |     |     | 0-0 | 4-0 | 13-0 |
| 4    | Îles Salomon     | 7   | 5 | 2 | 1 | 2 | 18 | 6  | +12  |  | Îles Salomon               |  |     |     |     | 5-1 | 12-0 |
| 5    | Tahiti           | 3   | 5 | 1 | 0 | 4 | 7  | 22 | -15  |  | Tahiti                     |  |     |     |     |     | 4-1  |
| 6    | Tonga            | 1   | 5 | 0 | 1 | 4 | 1  | 54 | -53  |  | Tonga                      |  |     |     |     |     |      |

### Finale
- Les deux fédérations s'accordent pour disputer les deux rencontres à Nouméa, en Nouvelle-Calédonie.

| 27 février 2003 | Nouvelle-Calédonie | 1 - 3 | Australie                      | Stade Pentecost, Nouméa                     |                                             |
| 16:00           | Wamowe 67e         |       | Sarkies 24e · Cardozo 42e, 47e | Spectateurs : 300 Arbitrage : Peter O'Leary | Spectateurs : 300 Arbitrage : Peter O'Leary |

| 1er mars 2003 | Nouvelle-Calédonie | 0 - 4 | Australie                                                   | Stade Pentecost, Nouméa |                        |
| 9:00          |                    |       | Leijer 52e · Paartalu 61e · Deegan 74e · Sarkies 82e (pen.) | Arbitrage : Derek Rugg  | Arbitrage : Derek Rugg |

- L'Australie se qualifie pour la Coupe du monde 2003 (score cumulé 7-1).

## Sources et liens externes
- (en) Feuilles de matchs et infos sur RSSSF